# Чаренцаван
Чаренцаван (јерм. Չարենցավան) је град у Јерменији. По подацима из 2015. у граду је живело 20.500 становника.

## Историја
Град је основан као радно насеље 23. априла 1947. године у циљу изградње хидроелектране "Гјумушкој ГЕС" која је завршена 1953. 1961. године добија статус града а 1967. мења име у Чаренцаван, по познатом јерменском песнику Јегише Чаренцу.

## Географија
Град се налази у централном делу Јерменије у покрајини Котајк чији је главни град. Кроз град протиче река Раздан. Удаљен је 25 km од главног града Јерменије, Јеревана. Кроз град се протеже аутопут М1 који повезује Јереван и Араратску равницу. Такође, пролази кроз градске железнице које повезују главни град железничког чвора у Храздан.

## Економија
У граду се производе виљушкари, разни алати, врши се машинска обрада опреме, ковање-пресовање и др. Такође, постоји и фабрика за флаширање минералне воде.

## Демографија
Број становника у граду:
| Година          | 1979   | 1989   | 2001   | 2004   | 2015   |
| Број становника | 24.590 | 32.229 | 25.039 | 24.800 | 20.500 |

## Клима
Зиме су веома оштре и хладне. Лета су топла са пријатним ноћима. Снежне падавине углавном обилују у периоду од децембра до марта, али, не чуди ако снежни покривач потраје до маја.

## Спорт
ФК Муш је био једини представник Чаренцавана у фудбалу који је играо на градском стадиону. Међутим, он је распуштен током 1994. године и тренутно није активан у професионалном фудбалу.

## Галерија
- Град зими
- Поглед на град
- Градска статуа
- Градски стадион